# Carpenter-Effekt
Als Carpenter-Effekt (oder ideomotorischer Effekt) wird das Phänomen bezeichnet, dass das Sehen einer bestimmten Bewegung sowie – in schwächerem Maße – das Denken an eine bestimmte Bewegung die Tendenz zur Ausführung ebendieser Bewegung auslöst. Der englische Naturwissenschaftler William Benjamin Carpenter (1813–1885) beschrieb diesen ideomotorischen Effekt zum ersten Mal 1852. Neuere Untersuchungen mit elektrophysiologischen Methoden bestätigten die psycho-motorische Gesetzmäßigkeit (ideomotorisches Gesetz).

## Hintergrund
Der Carpenter-Effekt ist ein Teilaspekt des sogenannten ideomotorischen Prinzips, wozu auch das Ideo-Realgesetz gerechnet wird. Es lassen sich „… mit Hilfe der Ableitung der Muskel-Aktionspotentiale nichtbewußte und nicht bis zur sichtbaren Ausführung gelangende schwache Muskelaktivierungen nachweisen, die strukturell im Impulsmuster den wahrgenommenen, vorgestellten bzw. gedachten Bewegungen entsprechen.“
Für viele okkulte Praktiken wie beispielsweise Pendeln, Gläserrücken bzw. Ouija, das Verhalten von Planchette, Wünschelruten und die Gestützte Kommunikation bietet der Carpenter-Effekt eine Erklärung an.